# パトモス島の聖ヨハネ (バルドゥング)
『パトモス島の聖ヨハネ』（パトモスとうのせいヨハネ、独: Johannes auf Patmos、英: St. John the Evangelist on Patmos）は、ドイツ・ルネサンス期の画家ハンス・バルドゥングが板上に油彩で描いた絵画で、本来、三連祭壇画の右翼パネルをなしていた。バルドゥングがアルブレヒト・デューラーの工房から独立して約5年後の1511年ごろに制作されたと記録に記されている。1983年に、さまざまな基金、財団、個人からの援助で購入されて以来、ニューヨークのメトロポリタン美術館に所蔵されている。

## 作品
福音書記者で使徒の聖ヨハネは、ローマ皇帝ドミティアヌスによってエーゲ海の小島パトモス島に追放されるが、そこで神の啓示を得て、「ヨハネ黙示録」を記したと伝えられる。
ヨハネは明るい赤色の衣服を身に着け、画面左上部にいる「黙示録の女」の幻影 (ヨハネ黙示録12:1-6) を見ながら、膝の上で「黙示録」を執筆している。画面下部左側にいる鷲はヨハネの象徴である。幻影の女性は幼子イエス・キリストを抱いた聖母マリアとして表されており、鮮やかな青色の衣服を纏い、雲に縁取られたマンドルラ (アーモンド型の光背) の中に登場している。「黙示録」の幻視は、ハンス・メムリンク、デューラーなどの北方の画家たちに人気のある主題であった。
本作が右翼パネルをなしていた三連祭壇画の中央パネルは、クリーブランド美術館に所蔵されている『聖グレゴリウスのミサ』であった。また、左翼パネルは、ナショナル・ギャラリー (ワシントン) 所蔵の『聖アンナと聖母子、洗礼者聖ヨハネ』であった。

## 本来の祭壇画

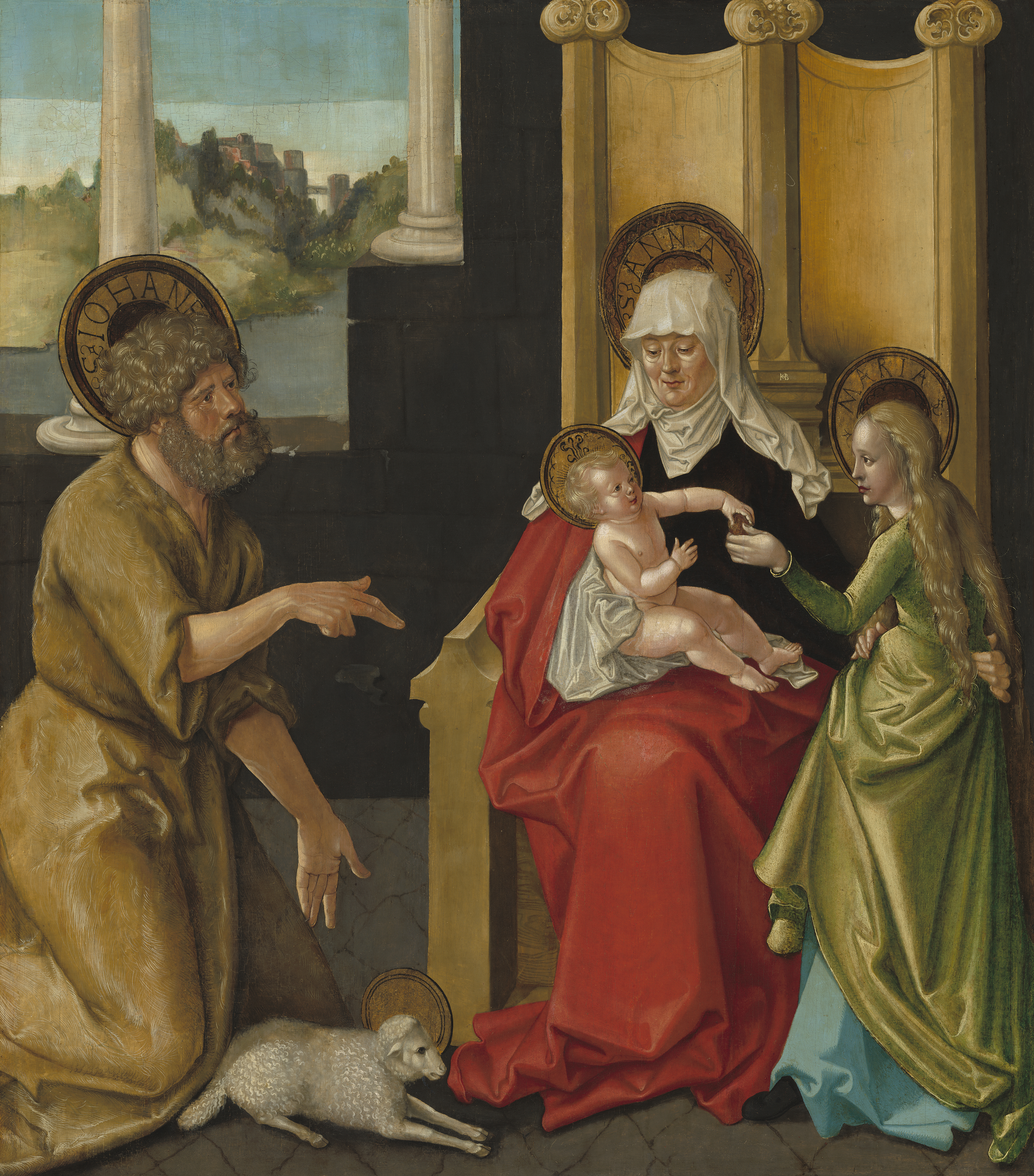
ハンス・バルドゥング『聖アンナと聖母子、洗礼者聖ヨハネ』 (ワシントン・ナショナル・ギャラリー)
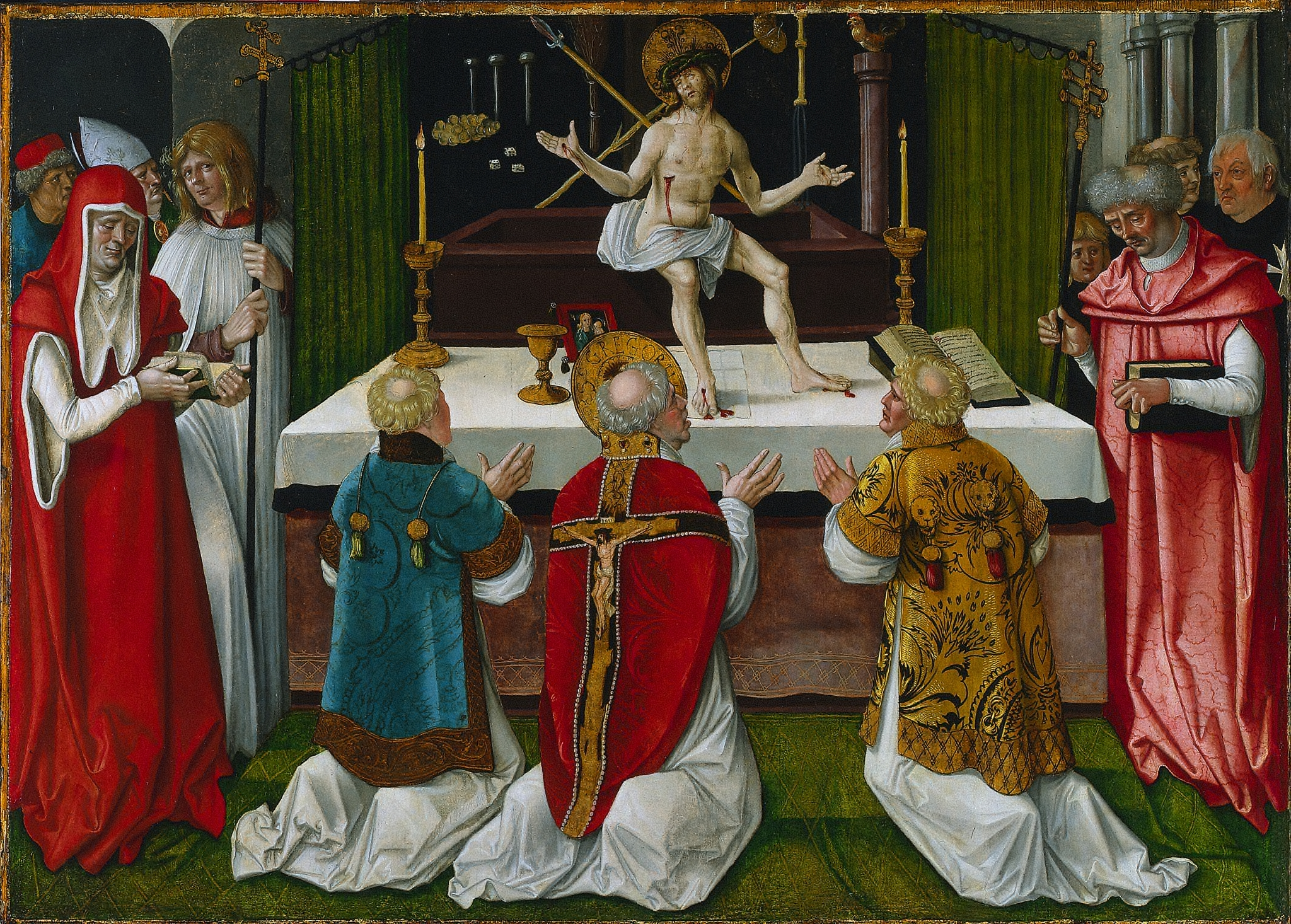
ハンス・バルドゥング『聖グレゴリウスのミサ』 (クリーブランド美術館、米国オハイオ州)
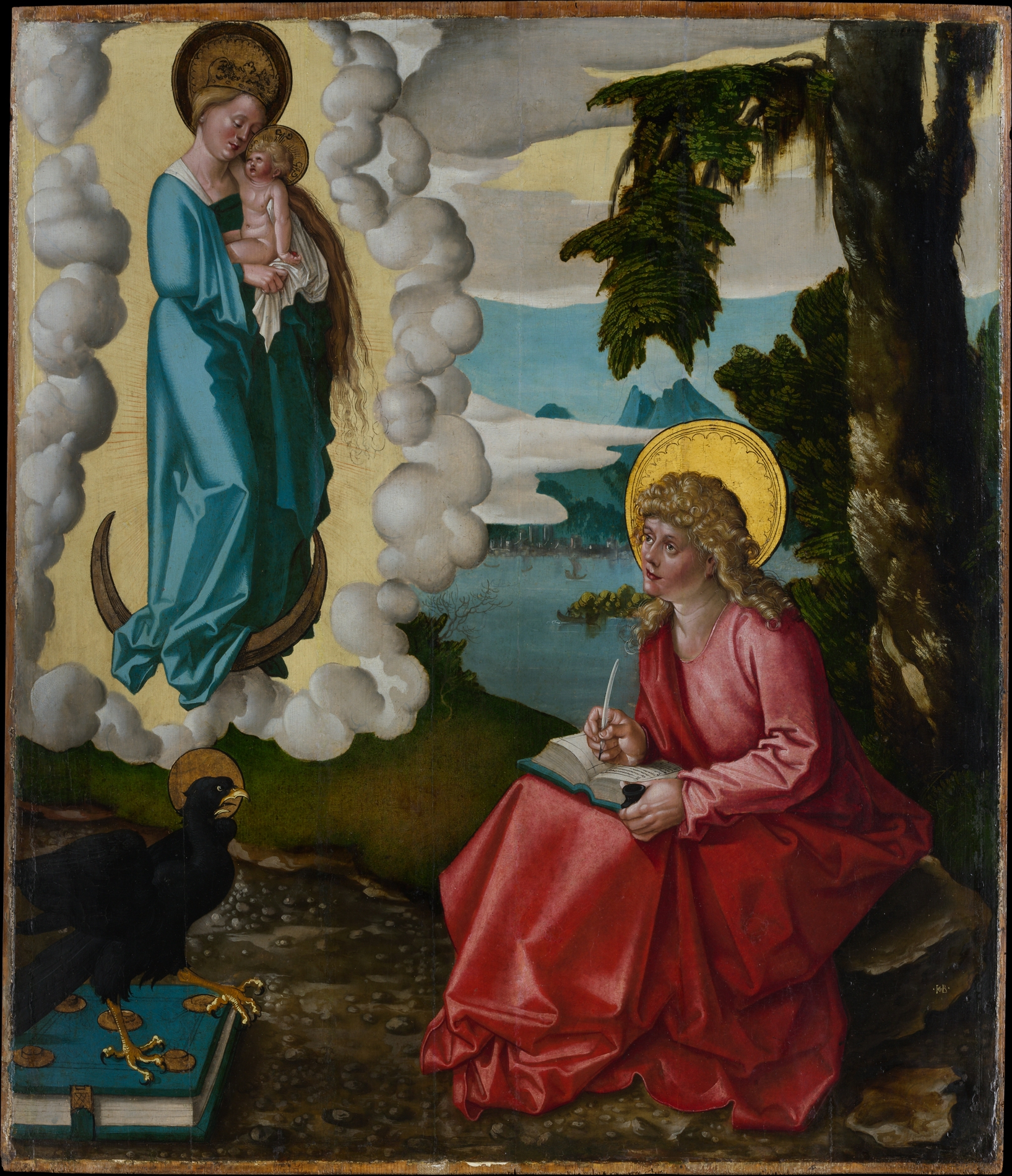
ハンス・バルドゥング『パトモス島の聖ヨハネ』 (メトロポリタン美術館、ニューヨーク)